# حيدر أباد (غرغان)
حيدر أباد (بالفارسية: حیدرآباد) هي قرية تقع في غلستان في إيران. يقدر عدد سكانها بـ 1,629 نسمة .